# 石知顒
石知颙（951年—1019年）。真定府（治今河北省正定县）人，北宋宦官。
他出身於内官世家，身材相貌伟岸，宋太祖建隆年间为宦官，授内中高品。宋太宗即位，改任供奉官。雍熙年间，诸将征幽州、蓟州，以石知颙随军，回朝，掌仪鸾司。淳化年间，明州置市舶司，与蕃商贸易，石知颙奉命经制明州市舶司。转内殿崇班、亲王诸宫都监。随王继恩征蜀镇压李顺，转任西京作坊副使。咸平初年，转任西京作坊正使、带御器械。契丹犯边，宋真宗亲征到澶州，命他为天雄军、澶州巡检使，加领长州刺史，戍守镇州、定州、高阳关三路，押大阵，改为高阳关驻泊行营鈐辖。回朝後，再掌管亲王诸宫事。景德年间，修筑河堤，宋真宗命他主管。工程完毕，真宗当面褒誉，赐白金千两，授为入内都知。大中祥符年间，迁内园使。天禧年间，因为定内侍迁秩品第不当，罢官都知，官至并州、代州钤辖，兼管勾麟府路军马事，与张继能一起修太祖神御殿。最后掌群牧司，三班院，亲王诸宫事。天禧三年（1019年）卒，年六十九岁，孙石全彬。

## 延伸阅读
[在维基数据编辑]
 《宋史·卷466》，出自脱脱《宋史》